# Jeu vidéo en Inde
Le jeu vidéo en Inde est un marché émergent. Avec trente millions de dollar de chiffre d’affaires en 2006, le secteur du jeu vidéo y est encore sous-développé par rapport à d’autres pays d’Asie comme la Chine et la Corée du Sud. De nombreuses sociétés de jeu vidéo commencent cependant à y investir et l’Inde pourrait devenir un marché important pour ce secteur.
Avec un taux de piratage des logiciels et des consoles de plus de 80 % et un taux de pénétration des PC encore faible, le marché du jeu vidéo de l’Inde a longtemps été en retard sur le reste du monde, les éditeurs et distributeurs de jeux vidéo peinant à trouver leur place. Ce retard s’explique également par  le fait que le pays n’a traditionnellement jamais eu une véritable culture du jeu. Cette situation est cependant en train d’évoluer grâce à l’augmentation du revenu moyen des indiens et à l’accroissement de l’intérêt des jeunes pour Internet et ses divertissements.
Comme la Chine et la Corée du Sud, l’Inde connait une forte croissance dans le domaine des jeux en ligne. Avec entre 35 et 50 millions d’utilisateurs d’Internet, le pays suscite l’intérêt de l’industrie du jeu vidéo en ligne, ces derniers étant difficiles à pirater. En octobre 2005, l’éditeur Level Up est le premier à distribuer un jeu en ligne massivement multijoueur en Inde avec Ragnarok Online et il est rapidement suivi par d’autres sociétés comme Syfy avec le jeu A3. Ces derniers sont des jeux sud-coréen  dont le contenu est a été adapté afin de plaire à la population du pays. Ces jeux n’ont cependant qu’un succès modeste, avec environ 10 000 joueurs en 2006. Les investissements continuant d’augmenter, le marché du jeu vidéo devrait cependant rapidement progresser en Inde.
Un des facteurs de croissance du marché du jeu vidéo réside dans son grand nombre de cybercafé. Le pays en compte en effet plus de 100 000 en 2006 dont 40 % sont utilisés pour jouer en ligne. Les jeux vidéo jouent un rôle crucial dans leur développement en attirant les clients et en les fidélisant, et inversement, les cybercafé contribuent à la promotion des jeux vidéo.